# Pallone d'Argento
O Pallone d'Argento – Coppa Giaime Fiumanò (Bola de Prata) é um prêmio anual instituído pela Unione Stampa Sportiva Italiana (União da Imprensa Esportiva Italiana) ou USSI. O prêmio é concedido a um jogador da Serie A, que tenha sido considerado como tendo além do talento futebolístico, moralidade desportiva e generosidade para com os necessitados, durante a temporada anterior.

## Vencedores
| Temporada | Jogador              | Clube          |
| --------- | -------------------- | -------------- |
| 1999–00   | Paolo Negro          | Lazio          |
| 2000–01   | Damiano Tommasi      | Roma           |
| 2001–02   | Javier Zanetti       | Internazionale |
| 2002–03   | Ciro Ferrara         | Juventus       |
| 2003–04   | Andriy Shevchenko    | Milan          |
| 2004–05   | Gianfranco Zola      | Cagliari       |
| 2005–06   | Luca Toni            | Fiorentina     |
| 2006–07   | Kaká                 | Milan          |
| 2007–08   | Francesco Totti      | Roma           |
| 2008–09   | Alessandro Del Piero | Juventus       |
| 2009–10   | Morgan De Sanctis    | Napoli         |
| 2010–11   | Antonio Di Natale    | Udinese        |
| 2011–12   | Andrea Pirlo         | Juventus       |
| 2012–13   | Stephan El Shaarawy  | Milan          |
| 2013–14   | Giuseppe Rossi       | Fiorentina     |
| 2014–15   | Francesco Acerbi     | Sassuolo       |
| 2015–16   | Alessandro Florenzi  | Roma           |
| 2016–17   | Andrea Belotti       | Torino         |